# ليث هاشم
ليث هاشم ياسين (ولد في 12 يونيو 1992) لاعب كرة قدم بحريني يلعب حاليا لصالح نادي الدرجة الأولى الرفاع الشرقي البحريني في مركز الظهير الأيمن كما يجيد اللعب في مركز الظهير الأيسر.